# Angioneura
Angioneura – rodzaj muchówek z rodziny plujkowatych i podrodziny Melanomyinae.
Należące tu muchówki mają ciało przyprószone do prawie błyszcząco czarnego. Głowa o płytkach skroniowych nagich lub w części górnej owłosionych, ariście prawie nagiej lub krótko omszonej, a głaszczkach brązowych. Szczecinki przedskrzydłowe są co najwyżej w połowie tak silne jak notopleuralne. Przed szwem poprzecznym występują po dwie szczecinki śródplecowe, brak międzyskrzydłowych, a szczecinki środkowe grzbietu występują po jednej lub brak ich. Za szwem występują: po trzy szczecinki środkowe grzbietu, po trzy śródplecowe i po jednej lub dwóch międzyskrzydłowych. Obecne są na tułowiu po 2-3 szczecinki barkowe i po jednej zabarkowej. Druga para szczecinek nadskrzydłowych jest bardzo silnie zbudowana. Łuseczka tułowiowa ma kształt albo wąski i półokrągły albo rozszerzony z tyłu. Samce mają długi edeagus o silnie odgiętym z tyłu basiphallusie, haczykowatym parafallusie i krótkim akrofallusie z dużym otworem. 
Larwy tych muchówek pasożytują na ślimakach.
Należy tu 8 gatunków, w tym:
- Angioneura acerba (Meigen, 1838)
- Angioneura cyrtoneurina (Zetterstedt, 1859)
- Angioneura fimbriata (Meigen, 1826)
- Angioneura obscura Townsensd[3]
- Angioneura xinjiangensis Fan et al., 1997[4]